# Грималюк Василь Іванович
Васи́ль Іва́нович Грималюк («Моґур»; нар. 10 березня 1920, с. Зелене, Верховинський район, Івано-Франківська область — пом. 3 лютого 1998, с. Ковалівка, Коломийський район, Івано-Франківська область) — український народний музика з Гуцульщини. Організатор гуцульських народних музичних капел. Упорядкував кілька сотень гуцульських музичних варіацій. Створив свої авторські гуцульські мелодії, зокрема, «Моґурова гуцулка до данцу», «Гуцулка по-порєдку», що складається з 32 мелодій (колін). За це Моґура у мистецьких колах і серед громадськості називали «Музикант від Бога», «Король гуцульської музики», «Гуцульський Паганіні», «Чарівник скрипки».
Школу Моґура пройшло багато відомих музикантів Гуцульщини, які продовжують справу свого вчителя. Тому-то й склали співанку про гуцульського маестро: «Єк зайграє Моґур в скрипку — чудуютси люде, Та говорі, шо ни скоро другий Моґур буде».
На вшанування пам'яті цього видатного митця Гуцульщини на Верховинщині, починаючи з 2007 року, проведено чотири регіональні Фестивалі автентичної гуцульської музики імені Василя Грималюка (Моґура).
«Фестиваль гуцульських троїстих музик імені Моґура» став важливим мистецьким дійством, покликаним відкрити всім любителям гуцульської автентичної музики прекрасний пласт народного мистецтва Гуцульщини.

## Життєпис

### Дитинство та юність
Відомий гуцульський музикант Василь Грималюк (Моґур) народився 10 березня 1920 року в селі Зелене на Верховинщині. Його батьки: Іван Грималюк (Кидичуків) та Ївдоня Зеленчук (Їлинчукова), були уродженцями села Зеленого.
Під час зустрічі з Іваном Зеленчуком Василь Грималюк (Моґур) згадує про те, звідки дістав своє знамените прізвисько «Моґур»: «Маленькою дитиною я чуть ни умер, утратив зір на одно око, набідувався доста. Мене викутали і виростили чужі люде: Дмитро Могорук (Моґур) из жінкою Катериною. Вони дітей не мали та й узяли мене за свого. Мені було добре у приймах. Я навіть свою місцеву назву „Моґур“ дістав від опікуна».
Але скоро щастя скінчилося. Прийомний батько помер, і у 13 років Василь мусив повертатися до мами, у село Зелене, на присілок Розтіцька. Мама вважала, що «З музиканта ґазди ни буде…». Але Василь все одно назбирав на скрипку і грав потайки. Одного разу мама застала його за цим заняттям та й поламала на ньому скрипку. Тоді хлопець знову втік.
Він прийшов у село Зелене. «Комендант постерунку (поляк) Ягільніцкий вислухав мене уважно, а відтак виніс з другої хати скрипку і сказав играти. Я грав, а вин мене слухав, слухав тай каже: „З тебе буде файний музикант. Дарую тобі цю скрипку, грай на здоров'я. Лиш абес ніколи в житті не крав та й не брехав“. Пізніше я взнав, що то була скрипка його покійного сина. Я подякував за такий дорогий подарунок, заплакав та й пішов із Зеленого у світ за очі…» — згадує Василь Грималюк (Моґур).
Майбутній маестро вчився грати на скрипці у місцевих музикантів Гавиця та Шкап'юка. Згодом став заробляти музикою на життя: його запрошували грати на гуцульські хрестини та весілля. Потім створив власну музичну капелу.
«Моя капела була добра, хлопці дуже любили музику, файно играли, стримувалиси від горілки. За 30 років ми відіграли дуже багато гуцульских весіль у селах Верховинського району».

### Особисте життя
Одружився у 35 років «старим парубком» з Василиною Мартищук. Жінка була родом з Верхнього Ясенова, з-під Писаного Каменя. Прожили разом 11 років, дітей не було. Друга дружина – Анна Калиняк з села Кривоброди. Спочатку подружжя жило у цьому селі, потім, після пограбування їхньої хати, перебралися жити до села Ковалівка, Коломийського району.

### Творча спадщина

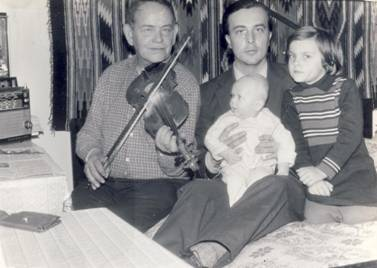
Музикант Василь Грималюк (Моґур), краєзнавець та науковець Іван Зеленчук із дочкою і сином у Криворівні

За півстоліття творчої діяльності Моґур створив цілий ряд автентичних музичних творів та заслужив велику народну любов і шану на всій Гуцульщині.
Все своє життя видатний народний митець проживав і творив прекрасну гуцульську музику на рідному Прикарпатті: у Зеленому, Верховині, Кривобродах і Ковалівці. Починаючи з 1945 року, більше 50-ти років, Василь Грималюк майстерно виконував гуцульські мелодії на скрипці на поважних республіканських і всесоюзних музичних конкурсах, фестивалях та численних гуцульських весіллях, храмових святах, хрестинах, іменинах, входинах і толоках у місцевих жителів Гуцульщини й залишив прекрасні спогади про свою музику в народній пам'яті краю.
Найвище світове визнання прийшло до Моґура 1971 року, коли він, у віці 50 років, виконав авторський музичний твір «Ранок на полонині» і одержав блискучу перемогу на «Міжнародному музичному конгресі» в Москві.
Всесоюзна фірма «Мелодія» 1977 року випустила комплект із 4-х грамплатівок «Українська троїста музика». На грамплатівці-№ 2 було записано соло на скрипці «Народна імпровізація про Довбуша» у виконнані Моґура. У 1987 році в Києві на відомому українському радіоконкурсі «Золоті ключі» Моґур переконливо зайняв перше місце в Україні.
За дослідженням професора Ігоря Мацієвського: «Саме в мистецтві гри на скрипці виявився творчий геній найвидатніших художніх індивідуальностей, класиків гуцульської музики Івана Курилюка (Гавиця), Василя Грималюка та Спиридона Прилипчана».

### Легенди та згадки про Моґура
Ще за життя Моґура називали «гуцульським Паганіні», про його музичний дар складали народні легенди, а це є найвищим народним визнанням талановитої особистості за її майстерність, а не за чин.
«Ми, діти, знали, що цей чоловік так грає у скрипку, що люди, як він починав грати, любу роботу лишали, а йшли його слухати. А уже як казали, що на весіллю буде Моґур грати, то людина аби як не мала грошей — бо в нас, або піти на весілля, то треба потратитись, — то позичить, але піде на те весілля, бо там грає Моґур».
Іван Зеленчук, завідувач Відділення «Гуцульщина» НДІУ, краєзнавець та науковець, дослідник творчості Івана Моґура.
http://gazeta.ua/articles/history/_guculki-ne-vihodili-zamizh-za-cholovika-yakij-ne-vmiv-grati-na-sopilci/560776?mobile=true [Архівовано 14 листопада 2016 у Wayback Machine.]
"Навколо постаті Моґура існує багато легенд. Є зовсім міфічні перекази про його магічну силу: ніби при змаганнях музикантів на весіллі чи в «переграх» на забавах рвалися струни, коли без погодження пребрав весілля, то воно «не йшло» ні музикантам, ні молодим. Є і приватні свідчення деяких знайомих музикантів: Моґур міг так запанувати над музикантом, що в того рвався баян і він непритомнів. Деякі з його учнів, хоч вже пройшли всю музичну науку, ще довго ходили за ним по весіллях, виконуючи другорядну роль, щоб перебрати такі невидимі вміння, — Остап Костюк, лідер гуцульської капели «Бай».
На запрошення видатного кінорежисера Сергія Параджанова, гуцульська музична капела Моґура 1964 року брала участь в озвученні кінофільму «Тіні забутих предків» у Київській кіностудії ім. Олександра Довженка.
"Коли поїхали у Київ на кіностудію Довженка для озвучення, то музикантів карали більше тижня, аби вони грали. Параджанов усе казав: «Вы не играете то, что надо. Мне не нужна эта музыка, мне надо что-то такое, чтобы я душой почувствовал, что это очень давнее». Вони все переграли, а Параджанов затявся: «Это не то». Хлопці вже обіжені, завтра треба вертатися у Верховину. Вони між собою порадились: «Може, ми йому зіграємо ту музику, з якої всі сміються? Вона вже така давня, що як її заграти серед людей, то з неї починають насміхатися». То була музика, яку Моґур знав від дядька. Коли заграли, Параджанов каже: «Вот это мне и надо!» Саме ця мелодія та інші старовинні гуцульські мелодії звучать у геніальному кінофільмі «Тіні забутих предків».

### Учні
Народний митець та філософ Василь Грималюк ввійшов у історію етномузичного мистецтва Гуцульщини і України не тільки як знаменитий народний музикант, але і як мудрий порадник талановитих народних майстрів саморобних гуцульських скрипок, цимбалів і флояр та найкращий випробувач новостворених музичних інструментів. Нині в гуцульському селі Ковалівка на Івано-Франківщині, живе і творить талановитий народний майстер класичних і гуцульських скрипок Василь Мартищук, що був близьким другом і учнем Василя Грималюка.
Працюючи, В. Грималюк переконався, що досягнути високоякісного звучання гуцульських народних мелодій можна тільки на дуже досконалій саморобній скрипці. В своєму селі Ковалівка на Коломийщині він знайшов талановитого скрипкового майстра Василя Мартищука, 1943 р. н., який протягом 13 років виготовляв досконалі класичні скрипки на замовлення Московської експериментальної скрипкової фабрики.
Два видатні гуцульські митці В. Грималюк і В. Мартищук поставили перед собою складне творче завдання: створити досконалу саморобну скрипку, на якій можна найкраще виконувати традиційні гуцульські мелодії. Протягом тривалого часу талановитий скрипковий майстер наполегливо удосконалював свою модель гуцульської скрипки, а видатний гуцульський скрипаль В. Грималюк випробовував якість їх звучання. В результаті багаторічних творчих пошуків двох видатних народних митців Гуцульщини було створено досконалу модель гуцульської скрипки, котра в середовищі місцевих музикантів одержала назву «Гуцульська скрипка Мартищука».
Вона користується великим попитом в сучасних народних скрипалів Гуцульщини.

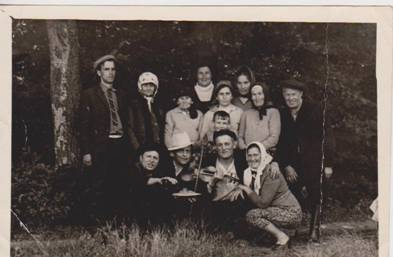
Геніальний учень Василь Мартищук зі своїм геніальним вчителем — Василем Моґуром

Моґур згадує: «Назву вам своїх найкращих учнів, котрих я учів грати у скрипку: Василь Ілюк (Гурдуз), Голови; Василь Зітинюк (Поштарів), Замагура; Готич Никола (Коцьо), Верховина; брати Никола і Василь Шатруки (Шітрюки), Бережниця та багато інших. У мене також училися играти у цимбали: Іван Сорич (Тюдик), Замагура; Іван Ілюк (Ілюків), Ходак; Иван Семенюк (Черленив), Замагура; Василь Федінчук (Гріздаків), Голови; Никола Семенів (Сем'їнцив), Криворівня; Василь Кікінчук (Оленівський), Замагура. Я учів також багатьох грати у баян, на трубі. До нас приїхав Ігор Мацієвський з донькою писати про гуцульську музику».
Моґур відійшов у вічність зимою, 3 лютого 1998 року, і був похоронений в цьому славному гуцульському селі.
У селі Зелене на Верховинщині планується створити у його власному будинку «Музично-меморіальний музей Василя Грималюка (Моґура)».

## Цікаві факти
«Фільм „Тіні забутих предків“ протягом 1963—1964 років знімали у Карпатах. Музику у фільмі виконувала місцева капела Василя Грималюка — Моґура», — розповідає краєзнавець Іван Зеленчук. У кадр, щоправда, з усього колективу потрапив лише бубніст.
У 1971 році Моґур зайняв перше місце в Москві на «Міжнародному музичному конгресі» і став його лауреатом. Тоді в Концертному залі імені Петра Чайковського видатний народний музикант блискуче виконував свою сюїту «Ранок на полонині». За одержану перемогу на світовому музичному конкурсі славного українського музиканта і композитора нагородили Золотою медаллю лауреата та подарували іменний золотий годинник.
Є документальний відеофільм «Гуцульська музика Моґура», що знятий і змонтований Іваном Сліпенчуком.

## Літературні джерела
- Верховинщина: Загальні описи та історичні нариси про населені пункти Верховинського району / Упорядник Іван Зеленчук. — Верховина: Гуцульщина, 2004. — 331 с.
- Хоткевич Г. М. Музичні інструменти українського народу. Репринтне видання підготував до друку Петро Черемський. Відповідальний за випуск Анатолій Перерва. — Харків: Інформаційно-видавнича компанія «Балаклійщина», 2002. — 288 с.: іл.
- Зеленчук І. М., Зеленчук Я. І. Концепція експедиційного українознавства // Українознавство. — 2011. — № 2. — С. 228—234.
- Шухевич В. О. Гуцульщина. Третя частина. Друге видання. — Верховина: Журнал «Гуцульщина», 1999. — 272, с.4.
- Зеленчук І. М. Феномен Моґура // Гуцульський календар. — 2008. — Випуск 13. — С. 92-93.